# Cyril Bessy

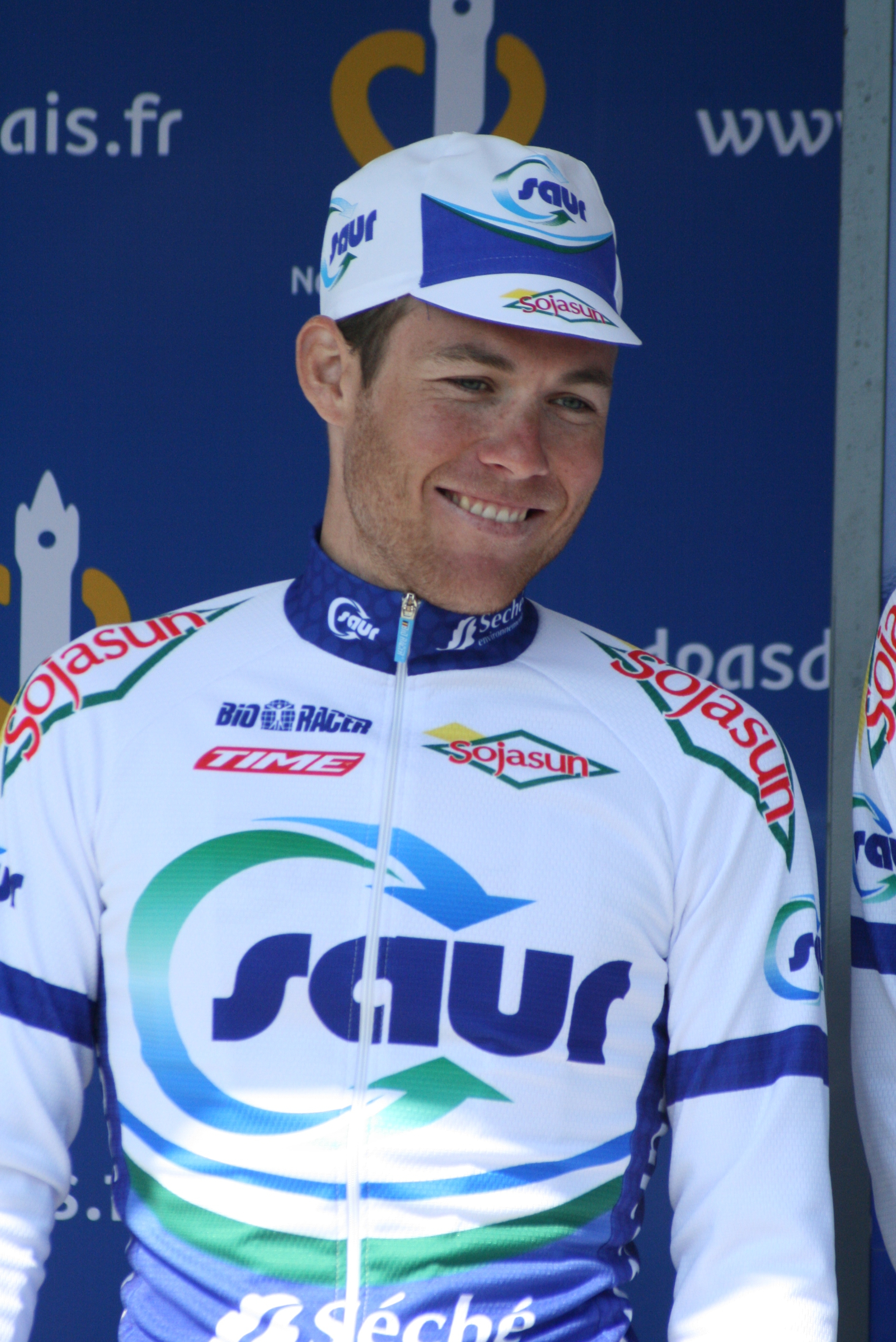
Cyril Bessy bei den Vier Tagen von Dünkirchen 2011

Cyril Bessy (* 29. Mai 1986 in Villefranche-sur-Saône) ist ein ehemaliger französischer Straßenradrennfahrer.
Cyril Bessy gewann 2008 die erste Etappe bei der Tour des Pays de Savoie und er war bei dem Eintagesrennen Chambord-Vailly erfolgreich. Ende der Saison fuhr er für das französische ProTeam Crédit Agricole, hatte dort aber keine Chance auf einen Profivertrag, da sich die Mannschaft nach der Saison auflöste. Von 2009 bis 2012 fuhr Bessy für die Mannschaft Saur-Sojasun. In seinem ersten Jahr dort gewann er den Classic Loire Atlantique und 2010 eine Etappe der Tour Alsace.
Ende der Saison 2013 beendete er seine Karriere als Berufsradfahrer.

## Erfolge
2009
- Classic Loire-Atlantique
- Mannschaftszeitfahren Tour Alsace

2010
- eine Etappe und Mannschaftszeitfahren Tour Alsace

## Teams
- 2008 Crédit Agricole (Stagiaire)
- 2009 Besson Chaussures-Sojasun
- 2010 Saur-Sojasun
- 2011 Saur-Sojasun
- 2012 Saur-Sojasun
- 2013 Cofidis, Solutions Crédits